# Governador de Gibraltar
El Governador de Gibraltar és el representant del Monarca britànic al territori britànic d'ultramar de Gibraltar.
El Governador és nomenat pel Monarca britànic amb el consell del Govern britànic. El paper del Governador és actuar com a cap d'estat de facto i és responsable del nomenament formal del Ministre en Cap de Gibraltar, així com altres membres del Govern de Gibraltar després de les eleccions generals. El Governador també té responsabilitats en defensa i seguretat.
L'actual Governador és Sir James Dutton.

## Llista de Governadors de Gibraltar
(Les dates en cursiva indiquen que continuaren al càrrec de facto)
| Imatge                           | Mandat                                             | Titular                                                      | Notes                                        |
| -------------------------------- | -------------------------------------------------- | ------------------------------------------------------------ | -------------------------------------------- |
|                                  | Fins al 24 de juliol de 1704                       | Sota control dels Habsburg                                   |                                              |
| Sir George Rooke                 | 24 de juliol 1704 al 4 d'agost 1704                | Sir George Rooke, governador militar                         |                                              |
| Prince George of Hesse-Darmstadt | 4 d'agost del 1704 al 6 d'agost del 1704           | Prince George of Hesse-Darmstadt, governador                 | Nomenat per l'Arxiduc Carles                 |
|                                  | 6 d'agost del 1704 al de novembre del 1704         | Henry Nugent, Count of Valdesoto, governador                 | Nomenat per l'Arxiduc Carles                 |
|                                  | 24 de desembre del 1704 al 24 de desembre del 1707 | John Shrimpton, governador                                   | Nomenat per l'Arxiduc Carles                 |
| Roger Elliott                    | 24 de desembre del 1707 al 24 de gener del 1711    | Roger Elliott, governador                                    |                                              |
|                                  | 24 de gener del 1711 al 13 de juliol del 1713      | Thomas Stanwix, governador                                   |                                              |
|                                  | 13 de juliol del 1713                              | Espanya cedeix Gibraltar al Regne Unit pel Tractat d'Utrecht |                                              |
|                                  | 13 de juliol del 1713 al 7 d'agost del 1713        | Thomas Stanwix, governador                                   |                                              |
| The Earl of Portmore             | 7 d'agost del 1713 al 20 d'octubre del 1720        | The Earl of Portmore, governador                             |                                              |
|                                  | 20 d'octubre del 1720 al 2 de febrer del 1727      | Richard Kane, governador                                     |                                              |
|                                  | 2 de febrer del 1727 al 13 de maig del 1730        | Jasper Clayton, governador                                   |                                              |
|                                  | 15 de maig del 1730 al 24 d'octubre del 1739       | Joseph Sabine, governador                                    |                                              |
|                                  | 24 d'octubre del 1739 al 22 d'abril del 1740       | Francis Columbine, governador                                |                                              |
| William Hargrave                 | 22 d'abril del 1740 al 1749                        | William Hargrave, governador                                 |                                              |
|                                  | 1749 al 31 de maig del 1754                        | Humphrey Bland, governador                                   |                                              |
|                                  | 31 de maig del 1754 al 12 de juliol del 1756       | Thomas Fowke, governador                                     |                                              |
| The Lord Tyrawley                | 12 de juliol del 1756 al 16 d'abril del 1757       | James O'Hara, governador                                     |                                              |
|                                  | 16 d'abril del 1757 al 28 d'abril del 1761         | The Earl of Home, governador                                 |                                              |
|                                  | 28 d'abril del 1761 al 23 de juny del 1761         | John Toovey, governador en funcions                          |                                              |
|                                  | 13 de juny del 1761 al 14 de juny del 1761         | John Parslow, governador en funcions                         |                                              |
| Edward Cornwallis                | 14 de juny del 1761 al de gener del 1776           | Edward Cornwallis, governador                                |                                              |
|                                  | 1765 al 1767                                       | John Irwin, governador en funcions                           |                                              |
|                                  | de gener del 1776 al 25 de maig del 1777           | Robert Boyd, governador en funcions                          | 1r mandat                                    |
| George Augustus Eliott           | 25 de maig del 1777 al 14 de juny del 1787         | George Augustus Eliott, governador                           |                                              |
| The Lord Heathfield              | 14 de juny del 1787 al de juliol del 1790          | The Lord Heathfield, governador                              |                                              |
|                                  | Juliol del 1790 a Octubre del 1790                 | Sir Robert Boyd, governador en funcions                      |                                              |
|                                  | Octubre del 1790 a 13 de maig del 1794             | Sir Robert Boyd, governador                                  | 2n mandat                                    |
| Henry Clinton                    | 1794–1795                                          | Henry Clinton, governador                                    | Mort a Londres abans de prendre el càrrec    |
|                                  | 13 de maig del 1794 al 30 de desembre del 1795     | Charles Rainsford, governador                                |                                              |
| Charles O'Hara                   | 30 de desembre del 1795 al 25 de febrer del 1802   | Charles O'Hara, governador                                   |                                              |
|                                  | 25 de febrer del 1802 al 10 de maig del 1802       | Charles Barnett, governador                                  |                                              |
| The Duke of Kent                 | 24 de maig del 1802 al 23 de gener del 1820        | Eduard del Regne Unit                                        |                                              |
|                                  | 2 de maig del 1803 al 17 de desembre del 1804      | Sir Thomas Trigge, governador en funcions                    | Per a Eduard del Regne Unit                  |
| Henry Edward Fox                 | 17 de desembre del 1804 al de juny del 1806        | Henry Edward Fox, governador en funcions                     | Per a Eduard del Regne Unit                  |
|                                  | Juny del 1806 a Novembre del 1806                  | James Drummond, governador en funcions                       | 1r mandat; per a Eduard del Regne Unit       |
| Sir Hew Dalrymple                | Novembre del 1806 a agost del 1808                 | Sir Hew Dalrymple, governador en funcions                    | Per a Eduard del Regne Unit                  |
|                                  | Agost del 1808 a maig del 1809                     | James Drummond, governador en funcions                       | 2n mandat; per a Eduard del Regne Unit       |
| Sir John Francis Cradock         | Maig del 1809 a agost del 1809                     | Sir John Cradock, governador en funcions                     | Per a Eduard del Regne Unit                  |
|                                  | Agost del 1809 a octubre del 1809                  | John Smith, governador en funcions                           | Per a Eduard del Regne Unit                  |
|                                  | Octubre del 1809 a novembre del 1809               | Alex McKenzie Fraser, governador en funcions                 | Per a Eduard del Regne Unit                  |
|                                  | Novembre del 1809 al 2 d'abril del 1814            | Colin Campbell, governador en funcions                       | Per a Eduard del Regne Unit                  |
| Don Monument                     | 3 d'abril del 1814 al 15 de novembre del 1821      | Sir George Don, governador en funcions                       | 1r mandat; per a Eduard del Regne Unit       |
|                                  | 29 de gener del 1820 al 1835                       | Comte de Chatham, governador                                 |                                              |
| Don Monument                     | 7 de juny del 1825 al 20 de juny del 1830          | Sir George Don, governador en funcions                       | 2n mandat; per al Comte de Chatham           |
|                                  | 20 de juny del 1830                                | Gibraltar esdevé Colònia de la Corona Britànica              |                                              |
| Don Monument                     | 20 de juny del 1830 al 10 de maig del 1831         | Sir George Don, governador en funcions                       | 2n mandat; per al comte de Chatham           |
|                                  | 10 de maig del 1831 al 29 de maig del 1835         | Sir William Houston, governador en funcions                  | per al Comte de Chatham                      |
|                                  | 28 de febrer del 1835 a l'11 d'octubre del 1842    | Sir Alexander Woodford, governador                           |                                              |
|                                  | 11 d'octubre del 1842 al 12 de desembre del 1848   | Sir Robert Wilson, governador                                |                                              |
| Sir Robert Gardiner              | 12 de desembre del 1848 al 26 de juliol del 1855   | Sir Robert Gardiner, governador                              |                                              |
|                                  | 26 de juliol del 1855 al 5 de maig del 1859        | Sir James Fergusson, governador                              |                                              |
| Sir William Codrington           | 5 de maig del 1859 al 21 de setembre del 1865      | Sir William Codrington, governador                           |                                              |
|                                  | 21 de setembre del 1865 al 25 de juliol del 1870   | Sir Richard Airey, governador                                |                                              |
| Sir William Williams             | 25 de juliol del 1870 al 23 de juny del 1876       | Sir William Williams, governador                             |                                              |
| The Lord Napier of Magdala       | 23 de juny del 1876 al 3 de gener del 1883         | The Lord Napier of Magdala, governador                       |                                              |
| John Miller Adye                 | 3 de gener del 1883 al 2 de novembre del 1886      | Sir John Miller Adye, governador                             |                                              |
|                                  | 2 de novembre del 1886 al 23 d'agost del 1890      | Sir Arthur Hardinge, governador                              |                                              |
|                                  | 23 d'agost del 1890 al 27 de gener del 1891        | Sir Leicester Smyth, governador                              |                                              |
|                                  | 27 de gener del 1891 al 31 de març del 1891        | H. R. L. Newdigate, governador en funcions                   |                                              |
| Sir Lothian Nicholson            | 31 de març del 1891 al 27 de juny del 1893         | Sir Lothian Nicholson, governador                            |                                              |
|                                  | 27 de juny del 1893 al 7 d'agost del 1893          | G.J. Smart, governador en funcions                           |                                              |
|                                  | 7 d'agost del 1893 al 22 de maig del 1900          | Sir Robert Biddulph, governador                              |                                              |
| Sir George Stuart White          | 22 de maig del 1900 a l'1 d'agost del 1905         | Sir George Stuart White, governador                          |                                              |
| Sir Frederick Forestier-Walker   | 1 d'agost del 1905 al 30 de juliol del 1910        | Sir Frederick Forestier-Walker, governador                   |                                              |
| Sir Archibald Hunter             | 30 de juliol del 1910 a l'11 de juliol del 1913    | Sir Archibald Hunter, governador                             |                                              |
|                                  | 11 de juliol del 1913 al 9 de juliol del 1918      | Sir Herbert Miles, governador                                |                                              |
| Sir Horace Smith-Dorrien         | 9 de juliol del 1918 al 26 de maig del 1923        | Sir Horace Smith-Dorrien, governador                         |                                              |
|                                  | 26 de maig del 1923 al 13 d'agost del 1928         | Sir Charles Monro, governador                                |                                              |
| Sir Alexander Godley             | 13 d'agost del 1928 al 13 de maig del 1933         | Sir Alexander Godley, governador                             |                                              |
| Sir Charles Harington Harington  | 13 de maig del 1933 al 12 d'agost del 1938         | Sir Charles Harington Harington, governador                  |                                              |
| Sir Edmund Ironside              | 12 d'agost del 1938 a l'11 de juliol del 1939      | Sir Edmund Ironside, governador                              |                                              |
|                                  | 11 de juliol del 1939 al 14 de maig del 1941       | Sir Clive Gerard Liddell, governador                         |                                              |
| The Viscount Gort                | 14 de maig del 1941 al 31 de maig del 1942         | The Viscount Gort, governador                                |                                              |
|                                  | 31 de maig del 1942 al 14 de febrer del 1944       | Sir Noel Mason-Macfarlane, governador                        |                                              |
|                                  | 14 de febrer del 1944 al 8 de febrer del 1947      | Sir Ralph Eastwood, governador                               |                                              |
| Sir Kenneth Arthur Noel Anderson | 8 de febrer del 1947 al 23 d'abril del 1952        | Sir Kenneth Anderson, governador                             |                                              |
|                                  | 23 d'abril del 1952 al 6 de maig del 1955          | Sir Gordon MacMillan, governador                             |                                              |
|                                  | 6 de maig del 1955 al 16 d'abril del 1958          | Sir Harold Redman, governador                                |                                              |
| Sir Charles Keightley            | 16 d'abril del 1958 al 8 de juny del 1962          | Sir Charles Keightley, governador                            |                                              |
|                                  | 8 de juny del 1962 al 5 d'agost del 1965           | Sir Alfred Ward, governador                                  |                                              |
| Sir Gerald Lathbury              | 5 d'agost del 1965 al de març del 1969             | Sir Gerald Lathbury, governador                              |                                              |
|                                  | Març del 1969 al 3 d'octubre del 1973              | Sir Varyl Begg, governador                                   |                                              |
|                                  | 3 d'octubre del 1973 al 30 de maig del 1978        | Sir John Grandy, governador                                  |                                              |
|                                  | 30 de maig del 1978 al 1981                        | Sir William Jackson, governador                              |                                              |
|                                  | 1981                                               | Gibraltar esdevé Territori Britànic d'Ultramar               |                                              |
|                                  | 1981 al 26 d'octubre del 1982                      | Sir William Jackson, governador                              |                                              |
|                                  | 26 d'octubre del 1982 al 19 de novembre del 1985   | Sir David Williams, governador                               |                                              |
|                                  | 19 de novembre del 1985 a desembre del 1989        | Sir Peter Terry, governador                                  |                                              |
|                                  | Desembre del 1989 a abril del 1993                 | Sir Derek Reffell, governador                                |                                              |
|                                  | Abril del 1993 al 5 de desembre del 1995           | Sir John Chapple, governador                                 |                                              |
|                                  | 5 de desembre del 1995 al 19 de febrer del 1997    | Sir Hugo White, governador                                   |                                              |
|                                  | 24 de febrer del 1997 al 5 d'abril del 2000        | Sir Richard Luce, governador                                 |                                              |
|                                  | 5 d'abril del 2000 al 2002                         | David Durie, governador                                      |                                              |
|                                  | 2002 al 16 de maig del 2003                        | David Durie, governador                                      | Sir David Durie des de l'1 de gener del 2003 |
|                                  | 16 de maig del 2003 al 27 de maig del 2003         | David Blunt, governador en funcions                          |                                              |
| Sir Francis Richards             | 27 de maig del 2003 al 17 de juliol del 2006       | Sir Francis Richards, governador                             |                                              |
|                                  | 17 de juliol del 2006 al 27 de setembre del 2006   | Philip Barton, governador en funcions                        |                                              |
|                                  | 27 de setembre del 2006 al 21 d'octubre del 2009   | Sir Robert Fulton, governador                                |                                              |
|                                  | 21 d'octubre del 2009 al 26 d'octubre del 2009     | Leslie Pallett, governador en funcions                       | [ 1 ]                                        |
| Sir Adrian Johns                 | 26 d'octubre del 2009 al 13 de novembre de 2013    | Sir Adrian Johns, governador                                 | [ 2 ] [ 3 ]                                  |
|                                  | 13 de novembre de 2013 al 6 de desembre del 2013   | Alison MacMillan, governador en funcions                     |                                              |
| Sir James Dutton                 | 6 de desembre de 2013-                             | Sir James Dutton, governador                                 |                                              |